# وي وي (ممثلة)
وي وي (بالصينية: 韋偉) (17 مايو 1922 - 2 نوفمبر 2023)، هي ممثلة صينية، ولدت في 17 مايو 1922 في الصين.

## وصلات خارجية
- وي وي على موقع IMDb (الإنجليزية)
- وي وي على موقع قاعدة بيانات الفيلم (الإنجليزية)